# Yusuf Hamadani
Yūsuf Hamadānī (arabisch يوسف الهمداني, DMG Yūsuf al-Hamadānī, persisch يوسف همدانى, DMG Yūsuf-i Hamadānī; gest. 1140) aus Hamadan ist der erste aus einer Gruppe zentralasiatischer Sufis, die einfach als Chwadschagan (Meister) des Nakschibendī-Ordens bekannt sind. Chawadscha Abdul Chaliq Ghudschduwani (gest. 1179) und Ahmed Yesevi (gest. 1166) zählten zu seinen Schülern. Baha-ud-Din Naqschband belebte im 14. Jahrhundert den Chwadschagan-Weg wieder. Es war seine Wiederbelebung des Chwadschagan-Weges, die später zur Nakschibendi genannt wurde.
Hamadanis Schrift Rutbat al-hayat (arabisch رتبة الحيات, DMG Rutba[t] al-ḥayāt ‚Der Rang des Lebens‘) gilt als von Abu Ali Farmadī beeinflusst, seinem Vorgänger in den unterschiedlichen Abstammungsketten einzelner Nakschibendī-Orden.